# Camarim

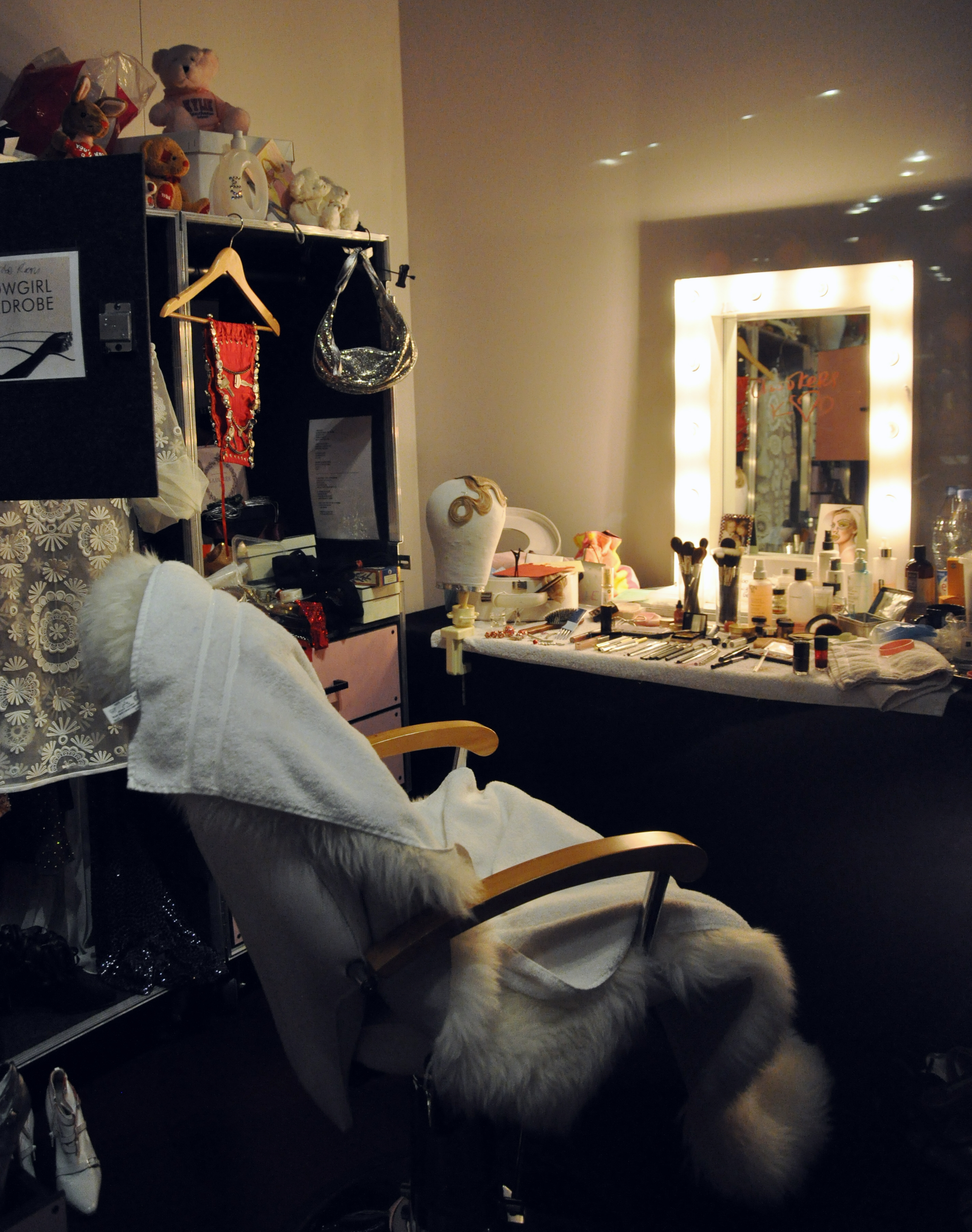
Camarim da cantora australiana Kylie Minogue, em 2007.

Camarim é uma sala onde os artistas e apresentadores se preparam antes de se apresentarem no palco, o camarim também pode ser chamado de gabinete.